# 로잔-제네바 철도
로잔-제네바 철도(Lausanne–Geneva railway)는 스위스의 복선 간선 철도이다. 이 노선은 여객 수송을 위해 중요한 수단이며, 로만디에서 가장 붐비는 철도이다. 제네바에서 심플론 철도로, 베른과 취리히로 가는 노선 역할을 한다.

## 역사

### 개통
철도의 기원은 서부 스위스 회사(Compagnie de l'Ouest Suisse, OS)가 쥐라 풋 철도의 일부로 모르주 – 르낭 VD 구간을 개통한 1855년으로 거슬러 올라간다. 로잔으로의 확장은 1856년에 완료되었다.
1858년 3월, 리옹-제네바 철도(Chemin de fer Lyon-Genève, LG)가 두 도시 사이의 노선을 개통했으며, 이 작업에는 제네바역과 라샤틀렌의 차고 사이의 구간이 개통되는 것이 포함되었다. 한 달 후 OS는 베르수아로의 확장을 두 단계로 열었다. 같은 해 6월 제네바-베르수아 철도 (Chemin de fer Genève-Versoix, GV)가 두 도시에 합류하면서 격차가 좁혀졌다.
1949년, 제네바와 라프레이의 산업 지역 사이의 구간은 제네바 코르나방 중앙역과 SNCF의 제네바 오비브 종착역 사이에서 오랫동안 모색해 왔던 연결의 출발점으로 개통되었다. 라인 작업은 CEVA라는 프로젝트 이름으로 2012년에 시작되었다. 2002년 랑시-퐁루즈역이 개통될 때까지 이 노선은 화물 운송을 위해 예약되었지만, 그 이후로는 여객 운송도 처리했다. 스타드 드 제네바(Stade de Genève)가 바로 근처에 있기 때문에 역은 유로 2008 동안 중요한 역할을 했다.
1987년, 제네바 공항은 노선의 라 샤틀렌 야드에서 리옹까지 지선으로 연결되었다. 개통 이후 이 라인은 15kV AC에서 전력을 공급받았으며, 이중 선로를 유지했다. 장거리 트래픽용으로 예약되어 있다.
말리-프릴리역은 레낭와 로잔 간의 보 급행 네트워크(Réseau Express Vaudois) 구축 프로젝트의 일환으로 2011년에 개업했다. 그럼에도 불구하고 톨로체나츠역(Tolochenaz)의 작업은 동시에 중단되었다.

### 개발 및 전철화
두 번째 트랙은 1868년까지 모르주- 알라망 및 글랑 -제네바 구간에 추가되었다. 알라망-글랑 및 르낭-로잔 구간의 복선화는 1872년에 이어졌고, 모르주와 르낭 VD 사이의 마지막 남은 구간도 1879년에 복선화되었다.
이 라인은 1925년 SBB 단상 15kV AC 16.7Hz 시스템으로 전철화되었다. 1951년에 랑시로 가는 지선이 이어졌다. 제네바-라샤틀렌 구간은 SNCF 1500볼트 DC 시스템으로 전철화되었지만, 1987년 제네바 공항 철도가 개통되면서 15kV AC으로 전철화된 추가 트랙이 추가되었다.
Rail 2000 프로젝트의 일환으로 4년의 건설과 12년의 계획 끝에 2004년 코페과 제네바 사이에 세 번째 선로가 개통되었다. 이 회선은 지역 서비스에서 사용된다. 장거리 및 화물 운송은 원래의 두 트랙을 계속 사용한다. 코페과 제네바 사이의 역은 단일 선로 정차로 재건되었으며, 기존 노선의 플랫폼은 해체되었다.

## 프로젝트
노선 개선의 일환으로 레낭역과 로잔역 사이에 네 번째 선로를 설치할 계획이다. 이를 통해 보주 특급 네트워크의 서비스를 15분마다 실행할 수 있다. 이 트랙은 2023년에 시운전될 예정이다. 비용은 ±30%의 불확실성과 함께 2억 1천만 스위스 프랑으로 추산된다. 이 프로젝트와 병행하여 프릴리-말리와 레낭 사이를 고가도로 건설할 계획이다. 이 등급 구분은 보주 급행 네트워크의 퀴리-코소네 노선과 베른에서 도착하는 IC 서비스에 사용된다. 그리고 제네바를 향해 달려간다. 커미셔닝은 2023년에 2억 6천만 스위스 프랑의 예상 비용으로 계획되며 불확실성은 ±30%이다.
로잔 노드의 연동은 2020년까지 교체되어야 한다. 이들은 로잔, 프릴리-말리, 세베용 및 르넨의 연동이다. 이것은 트래픽의 완전한 채널화와 동일한 트랙의 각 열차 사이에 최소 2분의 간격을 허용한다. 이 프로젝트는 또한 로잔 운영 센터의 현대화와 관련 기술 건물의 건설 및 재건을 포함한다. 시운전은 2016년에서 2019년 사이에 ± 30%의 불확실성과 함께 1억 6천만 스위스 프랑의 예상 비용으로 계획되어 있다.
제네바와 코페 사이에 세 번째 선로가 건설되면서 지역 교통이 전국 교통과 분리되어 지역 서비스 빈도가 30분 간격으로 증가했다. 지역 서비스 간격은 CEVA 철도의 시운전으로 15분으로 단축되어야 한다. 여기에는 Mies와 샹베시에서 두 개의 교차점을 만들고 제네바역에서 새로운 교차점을 만드는 것이 포함된다. 제네바와 코페 사이의 역은 플랫폼을 220m까지 확장하여 재개발해야 하며 현대화 및 신호 조정이 필요하다. 비용은 ±20%의 불확실성으로 CHF 210로 추정된다.
중앙 화물 교차 루프는 2016년과 2017년 사이에 푸네와 코페 사이에 건설될 예정이었다. 비용은 ±30%의 불확실성으로 1억 스위스 프랑으로 추산되었다.
2030년에는 제네바역 역의 수요가 2007년에 비해 120% 증가할 것으로 예상된다. 이는 특히 지역 특급망 확장 및 CEVA 노선 개통에 의해 주도될 것이다. 역 포화를 피하기 위해 2개의 선로(지상 또는 지하)를 추가로 건설하고 교통을 다음 3가지 범주로 구분할 계획이다.
라플란(La Plaine)을 통해 프랑스에서 도착하는 국제 서비스  ;
스위스 본선 서비스;
코페 및 안마스로 향하는 지역 교통 .
이를 통해 시간당 최대 56대의 열차가 역에 정차할 수 있다. 2020년에서 2025년 사이에 새로운 트랙을 개통할 예정이며 비용은 최소 8억 3,500만 스위스 프랑이다.

## 운영
이 노선은 제네바를 나머지 스위스 연방 철도 네트워크와 연결하는 여객 운송에서 매우 중요하다.

### 장거리
인터시티 열차는 베른 – 취리히 – 장크트갈렌, 제네바 공항에서 루체른 및 브리크까지 운행하고, 인터레기오 열차는 전 구간을 운행한다. ETR 610 세트로 운영되는 유로시티 열차는 밀라노와 베니스로 운행하고 레기오익스프레스 열차는 제네바에서 로잔까지 노선을 통해 제네바역과 로잔 사이를 운행한다. 또한 제네바 공항– 모르주 구간은 쥐라 풋 철도를 통해 바젤 SBB 그리고 장크트갈렌까지 운행하는 ICN 틸팅 열차에 의해 사용된다.
또한, 로잔-레낭 구간은 파리와 쥐라 풋 철도로 가는 장거리 교통을 제공한다.

### 시외 운행
보주 급행 네트워크는 로잔 광역권 지역에 설립되었으며, 레낭와 로잔 사이를 운행한다.
제네바 광역권에서는 코페 – 랑시–퐁루즈 노선의 지역 열차가 코페과 제네바 사이의 별도 트랙에서 운행된다.
알라망과 코페 사이의 지역 서비스는 중단되었으며, Rolle, 글랑 및 니옹을 제외한 모든 역은 폐쇄되었다. 나머지 역은 인터레기오 및 레기오익스프레스 서비스를 통해 제공된다.